# Віцекоролівство Ріо-де-ла-Плата
Віцекоролівство Ріо-де-ла-Плата (ісп. Virreinato del Río de la Plata — «віцекоролівство срібної річки») — останнє і найкороткотриваліше віцекоролівство, засноване Іспанією. Територія віцекоролівства включала території сучасних Аргентини, Уругвая, Парагвая і Болівії.
Віцекоролівство засновано 1776 внаслідок відділення від віцекоролівства Перу — для посилення регіону на противагу Великій Британії і Португалії, оскільки саме тоді розпочалася чергова іспансько-португальська колоніальна війна.
Фактично віцекоролівство ліквідоване 1814, після захоплення революційними силами еліти кріольйо його столиці Монтевідео, а формально — 1816, після проголошення незалежності Аргентини.

## Перелік віцекоролів Ріо-де-ла-Плати
- Педро де Себальйос (1777—1778)
- Хуан Хосе де Вертіс і Сальседо (1778—1784)
- Ніколас дель Кампо (1784—1789)
- Ніколас де Аредондо (1789—1795)
- Педро Мело де Портуґал-і-Вілена (1795—1797)
- Антоніо Олаґер Фелью (1797—1799)
- Ґабрієль де Авілес (1799—1801)
- Хоакін дель Піно-і-Рохас (1801—1804)
- Рафаель Собремонте (1804—1807)
- Сантьяго де Ліньєрс (1807—1809)
- Бальтасар Ідальго де Сіснерос (1809—1810)
- Франсіско Хав'єр де Еліо (в Монтевідео: 1811—1812)